# Mestno obzidje Soluna
Mestno obzidje Soluna je obsežen večplastni obrambni sistem postavljen okoli grško-rimskega mesta Solun v 4. stoletju. V obdobju vzhodnega rimskega imperija je obzidje igralo pomembno vlogo, saj je bil Solun pogosto oblegan s strani Hunov, Avarov, Obrov, Gotov, Arabcev, in Slovanov.
Solun je bil s 350.000 prebivalci drugo najpomembnejše trgovsko središče Bizanca, zato je bil priljubljena tarča roparskih pohodov pred katerimi je bil zaščiten z obzidjem in dobro organizirano vojsko.